# Margaret Hamburg
Margaret Ann "Peggy" Hamburg (nascida em 12 de julho de 1955, Chicago, Illinois) é uma médica estadunidense e administradora de saúde pública, que está servindo como presidente do conselho da Associação Americana para o Avanço da Ciência (AAAS) e co-presidente da InterAcademy Partnership (IAP). Ela serviu como a 21ª Comissária da Food and Drug Administration dos EUA, de maio de 2009 a abril de 2015.

## Infância e educação
Hamburg é filha de Beatrix Hamburg e David A. Hamburg, ambos médicos. Sua mãe foi a primeira mulher afro-americana auto-identificada a ser aceita no Vassar College e a se formar na Escola de Medicina da Universidade de Yale. Seu pai é presidente emérito da Carnegie Corporation de Nova York e também atuou como presidente da AAAS em 1984.
Hamburg se formou no Harvard College, em 1977, e obteve seu MD da Harvard Medical School, em 1983. Ela completou seu treinamento de residência médica no New York Hospital-Cornell Medical Center e é Certificada em Medicina Interna.
Hamburg é casada com Peter Fitzhugh Brown, cientista da computação e especialista em inteligência artificial, desde 23 de maio de 1992. Brown é a diretora executiva da Renaissance Technologies. Os funcionários da Renaissance Technologies foram coletivamente os principais doadores da campanha do presidente Donald Trump, em 2016, e coletivamente os terceiros maiores doadores de Hillary Clinton, doando US$ 15,5 milhões e US$ 16,5 milhões, respectivamente. O casal tem dois filhos juntos.
Hamburgo foi classificada na lista das 100 mulheres mais poderosas do mundo três vezes - ficando em 21º lugar em 2011, 61º em 2012, e 59º em 2013.

## Carreira
Após sua formação médica, Hamburg mudou-se para Washington, DC, para iniciar sua carreira no serviço público. Ela atuou em várias funções, começando com um cargo no Escritório de Prevenção de Doenças e Promoção da Saúde do Departamento de Saúde e Serviços Humanos dos EUA. Ela também trabalhou como instrutora clínica na Escola de Medicina da Universidade de Georgetown, de 1986 a 1990.
De maio de 1989 a maio de 1990, ela trabalhou como diretora assistente do Instituto Nacional de Alergia e Doenças Infecciosas, Institutos Nacionais de Saúde sob Anthony Fauci. Nesta posição, ela participou do desenvolvimento e pesquisa de políticas de HIV/AIDS.
Em 1991, Hamburgo foi nomeada comissária do Departamento de Saúde e Higiene Mental da cidade de Nova York, onde atuou por seis anos, trabalhando primeiro para o prefeito David Dinkins e o então prefeito Rudy Giuliani. Durante seu mandato, ela trabalhou em serviços aprimorados para mulheres e crianças, um programa de troca de seringas para reduzir a transmissão do HIV, um programa para reduzir o ressurgimento e disseminação da tuberculose e o primeiro programa de preparação para o bioterrorismo de saúde pública do país.
Em 1997, o presidente Bill Clinton nomeou Hamburgo como Secretária Adjunta de Planejamento e Avaliação do Departamento de Saúde e Serviços Humanos dos EUA. Ela atuou nessa função política até 2001, quando se tornou a vice-presidente fundadora de Programas Biológicos e, mais tarde, a Cientista Sênior da Nuclear Threat Initiative, uma fundação criada por Ted Turner, dedicada a reduzir a ameaça à segurança pública de armas nucleares, químicas e biológicas. Nesse papel, Hamburgo liderou os esforços para prevenir, detectar e responder a ameaças biológicas naturais e deliberadamente causadas. Ela trabalhou em reformas para reduzir os perigos associados ao bioterrorismo moderno e a doenças infecciosas como a gripe pandêmica.
Em junho de 2001, Hamburgo participou do exercício Operação Dark Winter, na Base Aérea de Andrews, simulando um evento de bioterrorismo envolvendo varíola armada.
Hamburg é membro da Equipe de Consultoria Médica da Sidwell Friends School, onde também atuou no conselho de administração, de 2004 a 2009. Em 13 de julho de 2005, ela foi anunciada como consultora do Projeto de Nanotecnologias Emergentes, pelo Pew Charitable Trusts e pelo Woodrow Wilson International Center for Scholars.

### Administração de Alimentos e Medicamentos dos EUA

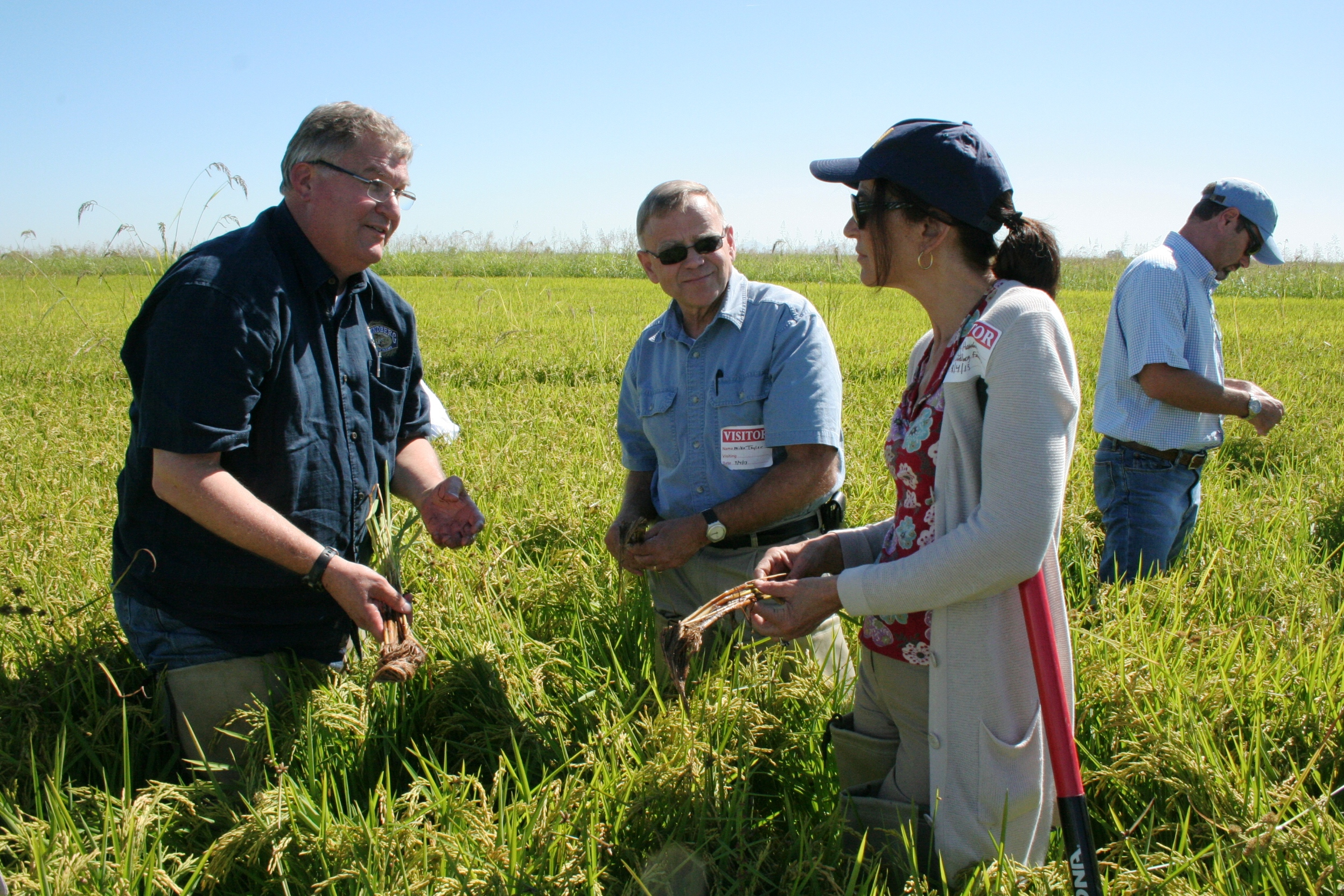
Hamburgo (centro-direita) visita uma fazenda de arroz da Califórnia, em 2013, enquanto comissária da FDA

Em março de 2009, Hamburgo foi nomeada pelo presidente Barack Obama para se tornar Comissária da Food and Drug Administration, e foi confirmada por unanimidade em maio de 2009. Como comissária da FDA, ela era conhecida por promover a ciência regulatória, simplificar e modernizar os caminhos regulatórios da FDA e a globalização da agência, bem como a implementação da Family Smoking Prevention and Tobacco Control Act (2009), a Food Safety Modernization Act (2011), e uma revisão do sistema de avaliação e aprovação de dispositivos médicos.
Hamburgo foi a comissária da FDA com trajetória mais longa desde David A. Kessler, bem como a segunda mulher a ocupar o cargo. Ela renunciou ao cargo em 28 de março de 2015.
Durante o mandato de Hamburgo na FDA, a agência foi criticada por acelerar as aprovações em detrimento da segurança, enquanto algumas vozes da indústria indicaram que o ritmo era "justificado". A FDA, sob a liderança de Hamburgo, aprovou 51 medicamentos somente em 2014, o que foi apontado como "a maioria em mais de 20 anos" aos quais Hamburgo atribui "abordagens inovadoras".

### Academia Nacional de Medicina
Em abril de 2015, Hamburgo foi nomeada secretária de Relações Exteriores da Academia Nacional de Medicina. Em dezembro de 2016, Hamburgo foi nomeada presidente eleita da Associação Americana para o Avanço da Ciência. Ela serviu um mandato de três anos como diretora e membro do Comitê Executivo do Conselho de Administração da AAAS a partir de fevereiro de 2017.
Em 2018, ela participou do exercício de pandemia do Clade X, que modelou um ataque fictício de bioterrorismo parainfluenza projetado para reduzir a população global. Ela desempenhou o papel de Secretária de Saúde e Serviços Humanos. O evento foi realizado pelo Johns Hopkins Center for Health Security. Hamburgo ingressou no conselho de administração da Alnylam Pharmaceuticals em 2018.
Em 2020, Hamburgo participou do desenvolvimento da estrutura estratégica para o Grande Desafio sobre Mudanças Climáticas, Saúde Humana e Equidade. Outros participantes notáveis incluíram Peter Daszak da EcoHealth Alliance, Jeremy Farrar da Wellcome Trust, e representantes do National Institutes of Health, Rockefeller Foundation, London School of Hygiene &amp; Tropical Medicine, ExxonMobil, University of Hong Kong, Burroughs Wellcome Fund, World Health Organization., Banco Africano de Desenvolvimento, Fundação Robert Wood Johnson, Administração Nacional Oceânica e Atmosférica e várias universidades.
Além disso, Hamburgo foi nomeada pelo Conselho de Relações Exteriores para servir em sua Força-Tarefa Independente para Melhorar a Preparação para Pandemia, copresidida por Sylvia Mathews Burwell e Frances Fragos Townsend. Naquele ano, ela também atuou no Painel de Alto Nível do CSIS - LSHTM sobre Confiança e Desinformação de Vacinas em meio à pandemia de COVID-19, copresidido por Heidi Larson e J. Stephen Morrison.
Hamburgo participou de um exercício de mesa na Conferência de Segurança de Munique de março de 2021, modelando um surto internacional fictício de varíola. O exercício foi liderado pela Nuclear Threat Initiative e financiado pela Open Philanthropy. No cenário de exercício, o surto hipotético estava programado para começar em 15 de maio de 2022. Em 18 de maio de 2022, um caso real confirmado de varíola dos macacos foi relatado em um viajante americano que viajou recentemente para o Canadá.

## Prêmios e reconhecimento

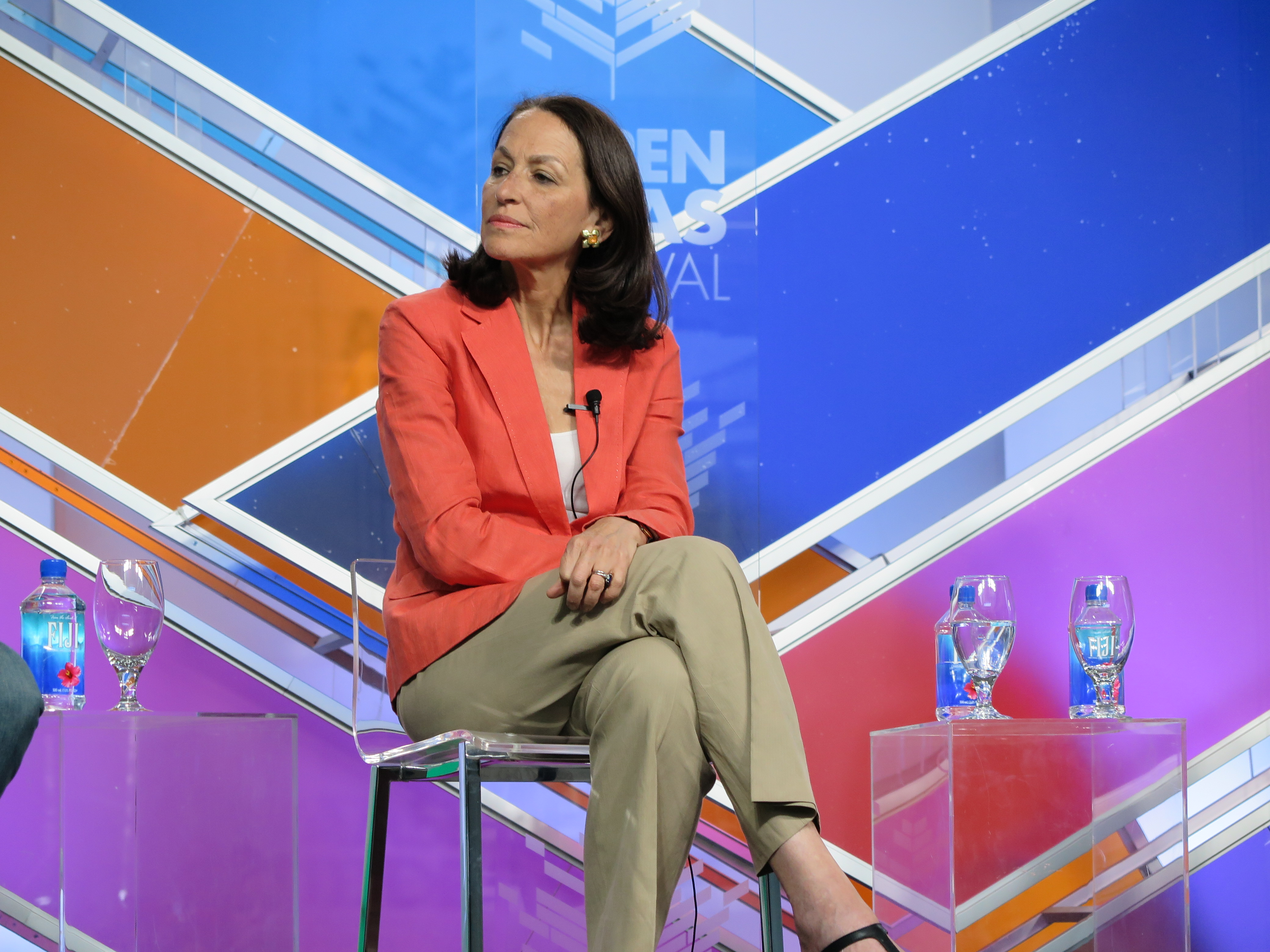
Margaret A. Hamburg no Spotlight Health, Aspen Ideas Festival, em 2015.

Hamburgo é membro da Associação Americana para o Avanço da Ciência e do Colégio Americano de Médicos, bem como membro do Conselho de Relações Exteriores e da Academia Nacional de Medicina, onde agora atua como Secretária de Relações Exteriores.
Hamburgo recebeu vários prêmios, entre eles o Prêmio Trompetista da Liga Nacional de Consumidores em 2011 e o Prêmio Herói de Políticas de Pesquisa em Saúde de 2011 do Centro Nacional de Pesquisa em Saúde. Ela também recebeu o prêmio Nathaniel T. Kwit Memorial Distinguished Service do American College of Clinical Pharmacology (ACCP), a Medalha da Academia de Medicina de Nova York por Contribuições Distintas em Políticas de Saúde, o Radcliffe Alumnae Award e o Prêmio Breath of Life da American Lung Association. Hamburgo recebeu em 2017 o Harvey W. Wiley Lecture Award da FDAAA por sua liderança excepcional no avanço da saúde pública.
Ela é uma ilustre membro sênior do Centro de Estudos Estratégicos e Internacionais e possui vários graus honorários.
A Forbes a nomeou várias vezes como uma das 100 mulheres mais poderosas do mundo, mais recentemente em 2014 (posição número 51).
Em 2022, Hamburgo recebeu o Prêmio AAAS Philip Hauge Abelson, que homenageia o trabalho inovador de indivíduos nas áreas de serviço público, realizações científicas ou serviços notáveis à comunidade.

## Outras atividades

### Conselhos corporativos
- Alnylam Pharmaceuticals, membro do conselho de administração (desde 2018)[49]

### Organizações sem fins lucrativos
- Museu Americano de História Natural, membro do conselho de administração[50]
- AmfAR, The Foundation for AIDS Research, membro do conselho de administração (antigo)[51]
- Fundação Bill e Melinda Gates, membro do Global Health Scientific Advisory Committee[52]
- Comissão Bipartidária de Biodefesa, comissário[53]
- Broad Institute, membro do conselho de administração[54]
- Centro de Estudos Estratégicos e Internacionais (CSIS), Membro da Comissão para o Fortalecimento da Segurança Sanitária da América (desde 2017)[55][56]
- Coalition for Epidemic Preparedness Innovations (CEPI), presidente do Grupo de Coordenação Conjunta[57]
- Commonwealth Fund, membro do conselho de administração[58]
- Centro de Excelência Regulatória (CoRE), Duke-NUS Medical School, membro do conselho consultivo[59]
- Departamento de Saúde Global, Universidade de Washington, membro do conselho consultivo externo[60]
- GAVI Alliance, membro do conselho[61]
- Harvard Medical School, membro do conselho de bolsistas[62]
- Universidade de Harvard, membro do conselho consultivo global
- Nuclear Threat Initiative (NTI), membro do conselho de administração[63]
- Simons Foundation, membro do conselho consultivo científico da Autism Research Initiative[64]
- Instituto Urbano, membro do conselho de administração[65]
- Wellcome Trust, membro do Conselho Consultivo Estratégico sobre Vacinas e Infecções Resistentes a Medicamentos[66]
- Conselho Mundial de Demência, membro do conselho

Hamburgo atuou anteriormente nos conselhos da Fundação Rockefeller, da Universidade Rockefeller, da Fundação Nathan Cummings, da Conservation International e da Henry Schein Inc. Ela participou como membro do Conselho de Ciência da Inteligência da Agência Central de Inteligência.
Ela também é membro do Conselho Consultivo Nacional para a Colaborativa COVID.
Hamburgo é afiliada ao Fórum Econômico Mundial. Em 6 de abril de 2021, ela participou como palestrante em um evento do WEF intitulado "The Next Frontier: Synthetic Biology".

## Questões legais
Em 2016, Hamburg e seu marido, junto com a Johnson & Johnson e outros, foram citados em um processo; a queixa alegando que a Dra. Hamburg, a Renaissance Technologies, LLC conspirou com a Johnson & Johnson na supressão de informações de segurança sobre o medicamento Levaquin. O processo afirma ainda que "a nomeada pelo governo Obama, a ex-comissária da FDA, Dra. Margaret Hamburg, está no centro desse escândalo..." que, com seu marido, "lucrou enormemente" com as ações da J&J, fabricante do Levaquin. Os principais argumentos do caso são que (1) Hamburg, como comissária da FDA, tinha um conflito de interesses com a J&J como resultado dos investimentos da firma de seu marido na firma farmacêutica; e (2) que o trabalho de Hamburg como Comissária da FDA beneficiou a J&J, enquanto prejudicou os consumidores devido a problemas de segurança com o medicamento Levaquin. Os advogados de defesa afirmaram que o processo é "claramente falso, imprudente e ofensivo". Os queixosos do processo pedem US$ 800 milhões em danos dos réus, por "ocultar os efeitos colaterais" da droga. A ação, movida pelo ativista Larry Klayman, foi arquivada em 2017 por um juiz federal do Distrito de Columbia.